# Pociąg (film 1964)
Pociąg (ang. The Train) – francusko-amerykańsko-włoski czarno-biały film wojenny z 1964 roku w reżyserii  Johna Frankenheimera i Arthura Penna.

## Fabuła
Koniec II wojny światowej. Uciekający przed aliantami Niemcy zamierzają wywieźć z Francji pociągiem zrabowane dzieła sztuki. Francuski ruch oporu podejmuje się ocalenia ładunku, co przeradza się ostatecznie w pojedynek Francuza Labiche'a z niemieckim pułkownikiem von Waldheimem.

## Obsada
- Albert Rémy jako Didont
- Michel Simon jako papa Boule
- Jeanne Moreau jako Christine
- Burt Lancaster jako Labiche
- Jacques Marin jako Jacques, kierownik stacji kolejowej
- Wolfgang Preiss jako major Herren
- Suzanne Flon jako pani Villard
- Paul Scofield jako pułkownik von Waldheim

## Produkcja
Zdjęcia kręcono w następujących lokacjach na terenie Francji i Niemiec:
- departament Dolina Oise (Argenteuil),
- departament Eure (Acquigny, Pacy-sur-Eure, Heudreville-sur-Eure),
- departament Sekwana i Marna (Vaires-sur-Marne, Provins),
- departament Sekwana Nadmorska (Moulineaux),
- departament Sekwana-Saint-Denis (Saint-Ouen-sur-Seine),
- departament Yvelines (Gargenville),
- Paryż (dawny dworzec Glacière-Gentilly),
- Nadrenia-Palatynat (Zweibrücken).

## Nagrody i nominacje
| Nazwa nagrody | Wygrane            | Nominacje                                                                                  |
| BAFTA         | 1965 bez rezultatu | 1965 Najlepszy film z jakiegokolwiek źródła                                                |
| Oscar         | 1966 bez rezultatu | 1966 Najlepsze oryginalne materiały do scenariusza i scenariusz Frank Davis, Franklin Coen |